# Aricidea thailandica
Aricidea thailandica är en ringmaskart som beskrevs av Lovell 2002. Aricidea thailandica ingår i släktet Aricidea och familjen Paraonidae. Inga underarter finns listade i Catalogue of Life.